# Classificació Decimal Universal
La Classificació Decimal Universal (CDU) és un sistema de classificació bibliogràfica que comprèn totes les disciplines del coneixement humà i la seva producció. Va ser desenvolupat a finals del segle xix pels juristes belgues Paul Otlet i Henri La Fontaine, fundadors de l'Institut Internacional de Bibliografia, a partir de l'adaptació de la Classificació Decimal de Melvil Dewey. Des del 1905 s'ha anat modificant i ampliant per actualitzar-se, i ha estat un dels sistemes més utilitzats i traduïts en l'àmbit bibliogràfic.
A Catalunya, el sistema decimal fou adoptat en la classificació de llibres de la Biblioteca de Catalunya, per acord de l'Institut d'Estudis Catalans, essent la primera gran biblioteca a l'Estat Espanyol en adoptar-la. Jordi Rubió i Balaguer va realitzar l'any 1920 una primera adaptació de la CDU i el 1938 una segona. Posteriorment, en continuà l'obra el seu fill Jordi Rubió i Lois amb edicions modernitzades el 1976 i 1982.

## Edicions
La CDU actual en la seva versió completa, l'anomenat Master Reference File (MRF), està format per unes 68.000 subdivisions, és accessible mitjançant una base de dades MySQL, i només n'existeix una versió en anglès. En general s'usen versions més reduïdes i abreujades, així com adaptacions a diferents entorns i unitats d'informació. Les edicions d'abans de 1992 depenien de la Federació Internacional de Documentació, però les darreres edicions de 1995, 2000 i 2004 ho fan del Consorci de la CDU.

### Adaptacions catalanes
- Rubió i Balaguer, Jordi (editor). Classificació decimal de Brussel·les. Adaptació per a les biblioteques populars de la Mancomunitat de Catalunya.  Barcelona: Consell de Pedagogia de la Mancomunitat, 1920.
- Rubió i Balaguer, Jordi. Classificació decimal. Nova adaptació catalana.  Barcelona: Escola de Bibliotecàries, 1938. A causa de la guerra civil espanyola, no s'arribà a imprimir completament. La majoria dels exemplars conservats tenen mecanografiada la part no impresa.
- Rubió i Balaguer, Jordi (director); Rubió i Lois, Jordi (editor). Classificació Decimal. Adaptació per a les biblioteques catalanes. 3a edició.  Barcelona: Teide, 1976 (col. Aportació Universitària. Mètodes). ISBN 8430773312.
- Rubió i Balaguer, Jordi (director); Rubió i Lois, Jordi (editor). Classificació decimal Adaptació per a les biblioteques catalanes. 4a edició, preparada per Jordi Rubió i Lois.  Barcelona: Teide, 1982 (col. Aportació Universitària. Mètodes). ISBN 8430773312.
  - N'hi ha un tiratge amb presentació diferenciada i peu d'impremta propi: Barcelona: Fundació Salvador Vives Casajuana, 1982[6]

## Funcionament i estructura
El seu funcionament es basa a estructurar els conceptes mitjançant decimals (0-9) que, a partir de deu grans classes generals, es van subdividint en classes més específiques, en un procés que es pot ampliar i que per la seva flexibilitat permet noves incorporacions. Respecte a la Classificació de Dewey, la CDU va incorporar la possibilitat de combinar diverses matèries, així com l'ús de taules auxiliars i facetes.

### Taules generals
- 0 Generalitats
- 00 Informàtica
- 01 Bibliografies
- 03 Enciclopèdies
- 07 Periodisme
- 1 Filosofia
  - 11 Metafísica
  - 15 Psicologia
- 2 Religió. Teologia.
- 3 Ciències socials
  - 32 Política
  - 37 Educació
- 4 Vacant[N 1]
- 5 Ciències pures. Ciències naturals
  - 51 Matemàtiques
  - 53 Física
  - 57 Biologia
- 6 Ciències aplicades
  - 61 Medicina
  - 62 Enginyeries
- 7 Belles arts
  - 78 Música
  - 79 Jocs i esports
- 8 Literatura. Lingüística.[N 1]
- 9 Història. Geografia. Biografia.

### Taules auxiliars comunes
- 1a Coordinació, extensió.
- 1b Relació
- 1c Llengua
- 1d Forma
- 1e Lloc
- 1f Raça
- 1g Temps
- 1h Notacions alienes a la CDU
- 1k Característiques generals